# فهرست خورشیدگرفتگی‌های سده ۴ (پیش از میلاد)
این فهرست شامل خورشیدگرفتگی‌های سدهٔ چهارم پیش از میلاد است که در طی دورهٔ سال ۳۰۱ پیش از میلاد تا ۴۰۰ پیش از میلاد روی داده‌اند. در این دوره، ۲۲۵ خورشیدگرفتگی رخ داد که ۸۳ مورد آن خورشیدگرفتگی جزئی، ۶۳ مورد خورشیدگرفتگی حلقه‌ای، ۵۶ خورشیدگرفتگی کامل و ۲۳ مورد نیز از نوع خورشیدگرفتگی مرکب بود.
| تاریخ          | زمان بزرگ‌ترین گرفت | چرخه ساروس | نوع    | قدر    | مدت زمان            | مکان                                            | مسیر گرفتگی            | ناحیه جغرافیایی | منبع(ها) |
| -------------- | ------------------ | ---------- | ------ | ------ | ------------------- | ----------------------------------------------- | ---------------------- | --------------- | -------- |
| ۲۱ ژوئن ۴۰۰    | ۲۱:۵۲:۲۷           | ۶۹         | Total  | ۱٫۰۵۸۵ | 03 دقیقه و 53 ثانیه | ۶۴°۰۶′شمالی ۹۷°۳۰′غربی / ۶۴٫۱°شمالی ۹۷٫۵°غربی   | ۲۵۶ کیلومتر (۱۵۹ مایل) |                 | [ ۱ ]    |
| ۱۶ دسامبر ۴۰۰  | ۱۴:۳۶:۵۱           | ۷۴         | جزئی   | ۰٫۴۴۷۲ | —                   | ۶۴°۴۲′جنوبی ۱۳۱°۳۰′غربی / ۶۴٫۷°جنوبی ۱۳۱٫۵°غربی | —                      |                 | [ ۱ ]    |
| ۱۳ مه ۳۹۹      | ۰۸:۱۲:۳۲           | ۴۱         | جزئی   | ۰٫۷۷۵۸ | —                   | ۶۲°۰۶′جنوبی ۱۷۴°۱۸′شرقی / ۶۲٫۱°جنوبی ۱۷۴٫۳°شرقی | —                      |                 | [ ۱ ]    |
| ۱۱ ژوئن ۳۹۹    | ۱۴:۵۴:۰۳           | ۷۹         | جزئی   | ۰٫۳۰۶۷ | —                   | ۶۴°۱۸′شمالی ۱۳۱°۱۸′غربی / ۶۴٫۳°شمالی ۱۳۱٫۳°غربی | —                      |                 | [ ۱ ]    |
| ۵ نوامبر ۳۹۹   | ۱۹:۵۴:۴۳           | ۴۶         | جزئی   | ۰٫۸۶۲۷ | —                   | ۶۱°۴۲′شمالی ۳°۳۶′شرقی / ۶۱٫۷°شمالی ۳٫۶°شرقی     | —                      |                 | [ ۱ ]    |
| ۲ مه ۳۹۸       | ۲۲:۲۱:۱۶           | ۵۱         | Total  | ۱٫۰۱۸۶ | 01 دقیقه و 49 ثانیه | ۷°۵۴′جنوبی ۸۲°۳۰′غربی / ۷٫۹°جنوبی ۸۲٫۵°غربی     | ۶۹ کیلومتر (۴۳ مایل)   |                 | [ ۱ ]    |
| ۲۶ اکتبر ۳۹۸   | ۰۳:۴۴:۲۸           | ۵۶         | مرکب   | ۱٫۰۰۴۰ | 00 دقیقه و 23 ثانیه | ۵°۴۲′شمالی ۱۶۶°۴۲′غربی / ۵٫۷°شمالی ۱۶۶٫۷°غربی   | ۱۴ کیلومتر (۸٫۷ مایل)  |                 | [ ۱ ]    |
| ۲۱ آوریل ۳۹۷   | ۰۵:۴۰:۳۳           | ۶۱         | حلقه‌ای | ۰٫۹۶۴۹ | 03 دقیقه و 29 ثانیه | ۲۹°۴۲′شمالی ۱۴۶°۴۸′شرقی / ۲۹٫۷°شمالی ۱۴۶٫۸°شرقی | ۱۳۶ کیلومتر (۸۵ مایل)  |                 | [ ۱ ]    |
| ۱۴ اکتبر ۳۹۷   | ۱۷:۴۴:۴۹           | ۶۶         | Total  | ۱٫۰۴۶۳ | 03 دقیقه و 39 ثانیه | ۲۶°۰۶′جنوبی ۳۶°۱۸′غربی / ۲۶٫۱°جنوبی ۳۶٫۳°غربی   | ۱۶۵ کیلومتر (۱۰۳ مایل) |                 | [ ۱ ]    |
| ۱۰ آوریل ۳۹۶   | ۰۶:۵۱:۲۴           | ۷۱         | جزئی   | ۰٫۷۰۸۰ | —                   | ۶۰°۴۸′شمالی ۴۱°۱۲′شرقی / ۶۰٫۸°شمالی ۴۱٫۲°شرقی   | —                      |                 | [ ۱ ]    |
| ۴ اکتبر ۳۹۶    | ۰۹:۴۱:۲۵           | ۷۶         | جزئی   | ۰٫۹۰۱۴ | —                   | ۶۰°۴۸′جنوبی ۲°۲۴′شرقی / ۶۰٫۸°جنوبی ۲٫۴°شرقی     | —                      |                 | [ ۱ ]    |
| ۲۸ فوریه ۳۹۵   | ۱۹:۰۳:۰۵           | ۴۳         | حلقه‌ای | ۰٫۹۷۲۷ | 01 دقیقه و 46 ثانیه | ۶۳°۰۰′جنوبی ۳۷°۴۸′شرقی / ۶۳٫۰°جنوبی ۳۷٫۸°شرقی   | ۳۶۲ کیلومتر (۲۲۵ مایل) |                 | [ ۱ ]    |
| ۲۵ اوت ۳۹۵     | ۱۰:۰۴:۵۵           | ۴۸         | حلقه‌ای | ۰٫۹۶۸۲ | 02 دقیقه و 04 ثانیه | ۶۴°۵۴′شمالی ۱۶۹°۰۰′شرقی / ۶۴٫۹°شمالی ۱۶۹٫۰°شرقی | ۳۶۹ کیلومتر (۲۲۹ مایل) |                 | [ ۱ ]    |
| ۱۸ فوریه ۳۹۴   | ۰۶:۱۲:۵۶           | ۵۳         | Total  | ۱٫۰۳۵۸ | 03 دقیقه و 03 ثانیه | ۲۳°۴۸′جنوبی ۱۶۰°۲۴′شرقی / ۲۳٫۸°جنوبی ۱۶۰٫۴°شرقی | ۱۲۳ کیلومتر (۷۶ مایل)  |                 | [ ۱ ]    |
| ۱۴ اوت ۳۹۴     | ۱۳:۲۷:۴۵           | ۵۸         | حلقه‌ای | ۰٫۹۴۱۹ | 06 دقیقه و 25 ثانیه | ۲۸°۴۸′شمالی ۴۸°۳۶′شرقی / ۲۸٫۸°شمالی ۴۸٫۶°شرقی   | ۲۲۰ کیلومتر (۱۴۰ مایل) |                 | [ ۱ ]    |
| ۷ فوریه ۳۹۳    | ۲۱:۵۳:۲۶           | ۶۳         | Total  | ۱٫۰۵۶۰ | 04 دقیقه و 53 ثانیه | ۱۱°۲۴′شمالی ۹۱°۱۸′غربی / ۱۱٫۴°شمالی ۹۱٫۳°غربی   | ۲۱۲ کیلومتر (۱۳۲ مایل) |                 | [ ۱ ]    |
| ۲ اوت ۳۹۳      | ۱۳:۳۴:۱۶           | ۶۸         | حلقه‌ای | ۰٫۹۴۵۲ | 06 دقیقه و 56 ثانیه | ۹°۴۲′جنوبی ۳۱°۰۰′شرقی / ۹٫۷°جنوبی ۳۱٫۰°شرقی     | ۲۳۲ کیلومتر (۱۴۴ مایل) |                 | [ ۱ ]    |
| ۲۹ دسامبر ۳۹۳  | ۰۱:۳۸:۴۰           | ۳۵         | جزئی   | ۰٫۰۳۱۵ | —                   | ۶۵°۱۸′جنوبی ۲۳°۳۶′شرقی / ۶۵٫۳°جنوبی ۲۳٫۶°شرقی   | —                      |                 | [ ۱ ]    |
| ۲۷ ژانویه ۳۹۲  | ۱۳:۳۰:۳۴           | ۷۳         | جزئی   | ۰٫۶۰۸۶ | —                   | ۶۲°۵۴′شمالی ۰°۱۲′غربی / ۶۲٫۹°شمالی ۰٫۲°غربی     | —                      |                 | [ ۱ ]    |
| ۲۳ ژوئن ۳۹۲    | ۰۷:۱۹:۵۵           | ۴۰         | جزئی   | ۰٫۱۸۶۱ | —                   | ۶۶°۰۶′شمالی ۵۵°۳۰′غربی / ۶۶٫۱°شمالی ۵۵٫۵°غربی   | —                      |                 | [ ۱ ]    |
| ۲۲ ژوئیه ۳۹۲   | ۱۷:۵۰:۱۷           | ۷۸         | جزئی   | ۰٫۵۷۳۰ | —                   | ۶۳°۳۰′جنوبی ۶۰°۱۸′غربی / ۶۳٫۵°جنوبی ۶۰٫۳°غربی   | —                      |                 | [ ۱ ]    |
| ۱۸ دسامبر ۳۹۲  | ۰۸:۳۹:۳۷           | ۴۵         | حلقه‌ای | ۰٫۹۳۳۹ | 04 دقیقه و 31 ثانیه | ۸۷°۳۰′جنوبی ۱۷۰°۰۶′شرقی / ۸۷٫۵°جنوبی ۱۷۰٫۱°شرقی | ۵۸۷ کیلومتر (۳۶۵ مایل) |                 | [ ۱ ]    |
| ۱۲ ژوئن ۳۹۱    | ۲۲:۰۱:۰۰           | ۵۰         | Total  | ۱٫۰۶۹۳ | 04 دقیقه و 35 ثانیه | ۶۳°۲۴′شمالی ۸۹°۱۸′غربی / ۶۳٫۴°شمالی ۸۹٫۳°غربی   | ۲۹۷ کیلومتر (۱۸۵ مایل) |                 | [ ۱ ]    |
| ۷ دسامبر ۳۹۱   | ۰۸:۵۵:۳۷           | ۵۵         | حلقه‌ای | ۰٫۹۱۶۲ | 10 دقیقه و 16 ثانیه | ۳۶°۱۲′جنوبی ۱۰۷°۵۴′شرقی / ۳۶٫۲°جنوبی ۱۰۷٫۹°شرقی | ۳۲۸ کیلومتر (۲۰۴ مایل) |                 | [ ۱ ]    |
| ۲ ژوئن ۳۹۰     | ۱۵:۱۹:۰۸           | ۶۰         | Total  | ۱٫۰۷۶۹ | 07 دقیقه و 04 ثانیه | ۱۵°۵۴′شمالی ۱۲°۲۴′شرقی / ۱۵٫۹°شمالی ۱۲٫۴°شرقی   | ۲۵۰ کیلومتر (۱۶۰ مایل) |                 | [ ۱ ]    |
| ۲۶ نوامبر ۳۹۰  | ۰۸:۳۹:۳۰           | ۶۵         | حلقه‌ای | ۰٫۹۳۴۹ | 08 دقیقه و 51 ثانیه | ۵°۵۴′شمالی ۱۱۴°۳۶′شرقی / ۵٫۹°شمالی ۱۱۴٫۶°شرقی   | ۲۷۰ کیلومتر (۱۷۰ مایل) |                 | [ ۱ ]    |
| ۲۲ مه ۳۸۹      | ۰۶:۳۲:۱۸           | ۷۰         | Total  | ۱٫۰۲۵۱ | 02 دقیقه و 12 ثانیه | ۴۱°۴۸′جنوبی ۱۵۳°۳۶′شرقی / ۴۱٫۸°جنوبی ۱۵۳٫۶°شرقی | ۱۷۹ کیلومتر (۱۱۱ مایل) |                 | [ ۱ ]    |
| ۱۴ نوامبر ۳۸۹  | ۱۴:۳۷:۰۳           | ۷۵         | جزئی   | ۰٫۸۰۱۷ | —                   | ۶۹°۳۶′شمالی ۵۳°۴۲′شرقی / ۶۹٫۶°شمالی ۵۳٫۷°شرقی   | —                      |                 | [ ۱ ]    |
| ۱۲ آوریل ۳۸۸   | ۰۱:۵۷:۰۰           | ۴۲         | جزئی   | ۰٫۸۲۳۰ | —                   | ۷۱°۳۶′شمالی ۱۰۴°۳۰′شرقی / ۷۱٫۶°شمالی ۱۰۴٫۵°شرقی | —                      |                 | [ ۱ ]    |
| ۵ اکتبر ۳۸۸    | ۱۷:۰۴:۴۳           | ۴۷         | Total  | ۱٫۰۴۰۰ | 02 دقیقه و 22 ثانیه | ۶۸°۳۰′جنوبی ۶۸°۳۶′غربی / ۶۸٫۵°جنوبی ۶۸٫۶°غربی   | ۵۰۰ کیلومتر (۳۱۰ مایل) |                 | [ ۱ ]    |
| ۱ آوریل ۳۸۷    | ۰۲:۲۰:۴۸           | ۵۲         | حلقه‌ای | ۰٫۹۴۳۷ | 06 دقیقه و 49 ثانیه | ۲۱°۲۴′شمالی ۱۵۶°۴۸′غربی / ۲۱٫۴°شمالی ۱۵۶٫۸°غربی | ۲۲۰ کیلومتر (۱۴۰ مایل) |                 | [ ۱ ]    |
| ۲۵ سپتامبر ۳۸۷ | ۰۸:۴۸:۰۰           | ۵۷         | Total  | ۱٫۰۳۵۷ | 03 دقیقه و 19 ثانیه | ۱۴°۴۲′جنوبی ۱۰۴°۴۲′شرقی / ۱۴٫۷°جنوبی ۱۰۴٫۷°شرقی | ۱۲۵ کیلومتر (۷۸ مایل)  |                 | [ ۱ ]    |
| ۲۱ مارس ۳۸۶    | ۰۵:۱۳:۳۳           | ۶۲         | حلقه‌ای | ۰٫۹۷۶۶ | 02 دقیقه و 29 ثانیه | ۲۵°۱۸′جنوبی ۱۷۵°۳۰′شرقی / ۲۵٫۳°جنوبی ۱۷۵٫۵°شرقی | ۹۱ کیلومتر (۵۷ مایل)   |                 | [ ۱ ]    |
| ۱۴ سپتامبر ۳۸۶ | ۲۰:۲۹:۲۸           | ۶۷         | حلقه‌ای | ۰٫۹۸۴۵ | 01 دقیقه و 32 ثانیه | ۳۰°۳۶′شمالی ۵۵°۴۸′غربی / ۳۰٫۶°شمالی ۵۵٫۸°غربی   | ۶۱ کیلومتر (۳۸ مایل)   |                 | [ ۱ ]    |
| ۹ فوریه ۳۸۵    | ۰۵:۲۱:۴۷           | ۳۴         | جزئی   | ۰٫۰۳۳۲ | —                   | ۶۹°۴۲′شمالی ۱۳۰°۴۸′شرقی / ۶۹٫۷°شمالی ۱۳۰٫۸°شرقی | —                      |                 | [ ۱ ]    |
| ۹ مارس ۳۸۵     | ۱۵:۰۷:۵۷           | ۷۲         | جزئی   | ۰٫۷۷۹۲ | —                   | ۷۱°۳۶′جنوبی ۱۲۹°۰۰′شرقی / ۷۱٫۶°جنوبی ۱۲۹٫۰°شرقی | —                      |                 | [ ۱ ]    |
| ۳ سپتامبر ۳۸۵  | ۰۱:۰۸:۰۰           | ۷۷         | جزئی   | ۰٫۶۰۶۷ | —                   | ۷۱°۱۲′شمالی ۱۳°۲۴′غربی / ۷۱٫۲°شمالی ۱۳٫۴°غربی   | —                      |                 | [ ۱ ]    |
| ۲۸ ژانویه ۳۸۴  | ۲۱:۲۵:۰۴           | ۴۴         | Total  | ۱٫۰۴۵۶ | 03 دقیقه و 49 ثانیه | ۳۶°۳۶′شمالی ۸۲°۲۴′غربی / ۳۶٫۶°شمالی ۸۲٫۴°غربی   | ۲۷۴ کیلومتر (۱۷۰ مایل) |                 | [ ۱ ]    |
| ۲۴ ژوئیه ۳۸۴   | ۰۹:۲۹:۰۵           | ۴۹         | حلقه‌ای | ۰٫۹۴۶۸ | 05 دقیقه و 02 ثانیه | ۵۵°۰۶′جنوبی ۹۳°۰۶′شرقی / ۵۵٫۱°جنوبی ۹۳٫۱°شرقی   | ۸۴۴ کیلومتر (۵۲۴ مایل) |                 | [ ۱ ]    |
| ۱۸ ژانویه ۳۸۳  | ۱۲:۰۵:۵۸           | ۵۴         | مرکب   | ۱٫۰۱۴۷ | 01 دقیقه و 33 ثانیه | ۱۲°۵۴′جنوبی ۶۴°۴۲′شرقی / ۱۲٫۹°جنوبی ۶۴٫۷°شرقی   | ۵۱ کیلومتر (۳۲ مایل)   |                 | [ ۱ ]    |
| ۱۳ ژوئیه ۳۸۳   | ۱۵:۵۰:۱۷           | ۵۹         | مرکب   | ۱٫۰۱۰۷ | 01 دقیقه و 12 ثانیه | ۱۳°۰۰′شمالی ۵°۳۶′شرقی / ۱۳٫۰°شمالی ۵٫۶°شرقی     | ۳۸ کیلومتر (۲۴ مایل)   |                 | [ ۱ ]    |
| ۷ ژانویه ۳۸۲   | ۲۰:۵۹:۰۴           | ۶۴         | حلقه‌ای | ۰٫۹۵۴۱ | 04 دقیقه و 03 ثانیه | ۵۸°۳۰′جنوبی ۶۹°۰۰′غربی / ۵۸٫۵°جنوبی ۶۹٫۰°غربی   | ۲۰۵ کیلومتر (۱۲۷ مایل) |                 | [ ۱ ]    |
| ۳ ژوئیه ۳۸۲    | ۰۵:۱۶:۵۷           | ۶۹         | Total  | ۱٫۰۶۰۶ | 04 دقیقه و 13 ثانیه | ۵۹°۳۰′شمالی ۱۵۹°۰۶′شرقی / ۵۹٫۵°شمالی ۱۵۹٫۱°شرقی | ۲۴۶ کیلومتر (۱۵۳ مایل) |                 | [ ۱ ]    |
| ۲۷ دسامبر ۳۸۲  | ۲۲:۳۵:۳۱           | ۷۴         | جزئی   | ۰٫۴۵۸۴ | —                   | ۶۵°۴۸′جنوبی ۹۷°۳۶′شرقی / ۶۵٫۸°جنوبی ۹۷٫۶°شرقی   | —                      |                 | [ ۱ ]    |
| ۲۳ مه ۳۸۱      | ۱۵:۳۳:۵۷           | ۴۱         | جزئی   | ۰٫۶۲۸۸ | —                   | ۶۲°۴۸′جنوبی ۵۳°۳۶′شرقی / ۶۲٫۸°جنوبی ۵۳٫۶°شرقی   | —                      |                 | [ ۱ ]    |
| ۲۱ ژوئن ۳۸۱    | ۲۲:۲۰:۴۷           | ۷۹         | جزئی   | ۰٫۴۴۳۵ | —                   | ۶۵°۱۲′شمالی ۱۰۶°۰۰′شرقی / ۶۵٫۲°شمالی ۱۰۶٫۰°شرقی | —                      |                 | [ ۱ ]    |
| ۱۶ نوامبر ۳۸۱  | ۰۴:۱۱:۳۴           | ۴۶         | جزئی   | ۰٫۸۶۱۶ | —                   | ۶۲°۱۸′شمالی ۱۳۰°۴۲′غربی / ۶۲٫۳°شمالی ۱۳۰٫۷°غربی | —                      |                 | [ ۱ ]    |
| ۱۳ مه ۳۸۰      | ۰۵:۲۵:۰۴           | ۵۱         | مرکب   | ۱٫۰۱۵۵ | 01 دقیقه و 34 ثانیه | ۹°۴۸′جنوبی ۱۷۰°۴۲′شرقی / ۹٫۸°جنوبی ۱۷۰٫۷°شرقی   | ۶۰ کیلومتر (۳۷ مایل)   |                 | [ ۱ ]    |
| ۵ نوامبر ۳۸۰   | ۱۲:۱۹:۵۹           | ۵۶         | مرکب   | ۱٫۰۰۵۲ | 00 دقیقه و 31 ثانیه | ۲°۳۰′شمالی ۶۲°۳۶′شرقی / ۲٫۵°شمالی ۶۲٫۶°شرقی     | ۱۹ کیلومتر (۱۲ مایل)   |                 | [ ۱ ]    |
| ۲ مه ۳۷۹       | ۱۲:۱۹:۴۳           | ۶۱         | حلقه‌ای | ۰٫۹۶۴۵ | 03 دقیقه و 37 ثانیه | ۲۹°۳۰′شمالی ۴۸°۱۲′شرقی / ۲۹٫۵°شمالی ۴۸٫۲°شرقی   | ۱۳۴ کیلومتر (۸۳ مایل)  |                 | [ ۱ ]    |
| ۲۶ اکتبر ۳۷۹   | ۰۲:۲۷:۵۷           | ۶۶         | Total  | ۱٫۰۴۵۳ | 03 دقیقه و 32 ثانیه | ۳۰°۰۰′جنوبی ۱۶۸°۰۶′غربی / ۳۰٫۰°جنوبی ۱۶۸٫۱°غربی | ۱۶۱ کیلومتر (۱۰۰ مایل) |                 | [ ۱ ]    |
| ۲۱ آوریل ۳۷۸   | ۱۳:۲۲:۳۱           | ۷۱         | جزئی   | ۰٫۸۴۲۴ | —                   | ۶۱°۰۰′شمالی ۶۶°۲۴′غربی / ۶۱٫۰°شمالی ۶۶٫۴°غربی   | —                      |                 | [ ۱ ]    |
| ۱۵ اکتبر ۳۷۸   | ۱۸:۱۵:۲۱           | ۷۶         | جزئی   | ۰٫۹۲۴۴ | —                   | ۶۰°۵۴′جنوبی ۱۳۵°۵۴′غربی / ۶۰٫۹°جنوبی ۱۳۵٫۹°غربی | —                      |                 | [ ۱ ]    |
| ۱۱ مارس ۳۷۷    | ۰۲:۳۴:۰۶           | ۴۳         | جزئی   | ۰٫۹۷۲۶ | —                   | ۶۰°۴۸′جنوبی ۵۲°۱۲′غربی / ۶۰٫۸°جنوبی ۵۲٫۲°غربی   | —                      |                 | [ ۱ ]    |
| ۴ سپتامبر ۳۷۷  | ۱۷:۳۷:۳۱           | ۴۸         | حلقه‌ای | ۰٫۹۵۸۴ | 02 دقیقه و 34 ثانیه | ۶۲°۱۲′شمالی ۷۷°۱۸′شرقی / ۶۲٫۲°شمالی ۷۷٫۳°شرقی   | —                      |                 | [ ۱ ]    |
| ۲۸ فوریه ۳۷۶   | ۱۴:۱۵:۱۸           | ۵۳         | Total  | ۱٫۰۴۱۵ | 03 دقیقه و 28 ثانیه | ۲۱°۴۲′جنوبی ۳۹°۳۶′شرقی / ۲۱٫۷°جنوبی ۳۹٫۶°شرقی   | ۱۴۲ کیلومتر (۸۸ مایل)  |                 | [ ۱ ]    |
| ۲۴ اوت ۳۷۶     | ۲۰:۲۹:۳۰           | ۵۸         | حلقه‌ای | ۰٫۹۳۷۶ | 06 دقیقه و 47 ثانیه | ۲۸°۰۰′شمالی ۵۶°۰۶′غربی / ۲۸٫۰°شمالی ۵۶٫۱°غربی   | ۲۴۱ کیلومتر (۱۵۰ مایل) |                 | [ ۱ ]    |
| ۱۸ فوریه ۳۷۵   | ۰۶:۱۲:۵۲           | ۶۳         | Total  | ۱٫۰۵۹۴ | 05 دقیقه و 02 ثانیه | ۱۲°۲۴′شمالی ۱۴۲°۰۰′شرقی / ۱۲٫۴°شمالی ۱۴۲٫۰°شرقی | ۲۲۰ کیلومتر (۱۴۰ مایل) |                 | [ ۱ ]    |
| ۱۳ اوت ۳۷۵     | ۲۰:۲۸:۵۶           | ۶۸         | حلقه‌ای | ۰٫۹۴۴۵ | 06 دقیقه و 47 ثانیه | ۸°۰۰′جنوبی ۷۳°۵۴′غربی / ۸٫۰°جنوبی ۷۳٫۹°غربی     | ۲۲۶ کیلومتر (۱۴۰ مایل) |                 | [ ۱ ]    |
| ۹ ژانویه ۳۷۴   | ۱۰:۰۷:۲۰           | ۳۵         | جزئی   | ۰٫۰۰۹۲ | —                   | ۶۴°۱۸′جنوبی ۱۱۴°۴۲′غربی / ۶۴٫۳°جنوبی ۱۱۴٫۷°غربی | —                      |                 | [ ۱ ]    |
| ۷ فوریه ۳۷۴    | ۲۱:۵۰:۰۸           | ۷۳         | جزئی   | ۰٫۶۴۵۷ | —                   | ۶۲°۱۲′شمالی ۱۳۵°۲۴′غربی / ۶۲٫۲°شمالی ۱۳۵٫۴°غربی | —                      |                 | [ ۱ ]    |
| ۴ ژوئیه ۳۷۴    | ۱۴:۳۰:۴۱           | ۴۰         | جزئی   | ۰٫۰۶۴۳ | —                   | ۶۵°۱۲′شمالی ۱۷۴°۳۶′غربی / ۶۵٫۲°شمالی ۱۷۴٫۶°غربی | —                      |                 | [ ۱ ]    |
| ۳ اوت ۳۷۴      | ۰۱:۰۳:۱۸           | ۷۸         | جزئی   | ۰٫۶۹۱۴ | —                   | ۶۲°۴۲′جنوبی ۱۷۹°۰۶′غربی / ۶۲٫۷°جنوبی ۱۷۹٫۱°غربی | —                      |                 | [ ۱ ]    |
| ۲۹ دسامبر ۳۷۴  | ۱۶:۴۸:۴۳           | ۴۵         | حلقه‌ای | ۰٫۹۳۲۷ | 04 دقیقه و 33 ثانیه | ۸۳°۲۴′جنوبی ۸۱°۱۸′شرقی / ۸۳٫۴°جنوبی ۸۱٫۳°شرقی   | ۶۲۹ کیلومتر (۳۹۱ مایل) |                 | [ ۱ ]    |
| ۲۳ ژوئن ۳۷۳    | ۰۵:۲۶:۴۱           | ۵۰         | Total  | ۱٫۰۶۸۶ | 04 دقیقه و 17 ثانیه | ۶۹°۳۰′شمالی ۱۶۷°۱۸′شرقی / ۶۹٫۵°شمالی ۱۶۷٫۳°شرقی | ۳۲۳ کیلومتر (۲۰۱ مایل) |                 | [ ۱ ]    |
| ۱۷ دسامبر ۳۷۳  | ۱۶:۵۵:۱۷           | ۵۵         | حلقه‌ای | ۰٫۹۱۶۹ | 10 دقیقه و 02 ثانیه | ۳۷°۴۲′جنوبی ۱۰°۳۰′غربی / ۳۷٫۷°جنوبی ۱۰٫۵°غربی   | ۳۲۶ کیلومتر (۲۰۳ مایل) |                 | [ ۱ ]    |
| ۱۲ ژوئن ۳۷۲    | ۲۲:۴۳:۱۰           | ۶۰         | Total  | ۱٫۰۷۴۹ | 06 دقیقه و 46 ثانیه | ۲۱°۴۲′شمالی ۹۹°۴۸′غربی / ۲۱٫۷°شمالی ۹۹٫۸°غربی   | ۲۴۳ کیلومتر (۱۵۱ مایل) |                 | [ ۱ ]    |
| ۶ دسامبر ۳۷۲   | ۱۶:۵۲:۰۶           | ۶۵         | حلقه‌ای | ۰٫۹۳۷۲ | 08 دقیقه و 35 ثانیه | ۳°۴۲′شمالی ۱۰°۳۶′غربی / ۳٫۷°شمالی ۱۰٫۶°غربی     | ۲۶۰ کیلومتر (۱۶۰ مایل) |                 | [ ۱ ]    |
| ۲ ژوئن ۳۷۱     | ۱۳:۳۷:۵۵           | ۷۰         | Total  | ۱٫۰۲۳۸ | 02 دقیقه و 17 ثانیه | ۳۲°۰۶′جنوبی ۴۰°۳۶′شرقی / ۳۲٫۱°جنوبی ۴۰٫۶°شرقی   | ۱۳۶ کیلومتر (۸۵ مایل)  |                 | [ ۱ ]    |
| ۲۵ نوامبر ۳۷۱  | ۲۳:۱۳:۲۵           | ۷۵         | جزئی   | ۰٫۸۰۸۴ | —                   | ۶۸°۳۶′شمالی ۸۸°۳۶′غربی / ۶۸٫۶°شمالی ۸۸٫۶°غربی   | —                      |                 | [ ۱ ]    |
| ۲۳ آوریل ۳۷۰   | ۰۸:۳۲:۴۴           | ۴۲         | جزئی   | ۰٫۶۸۷۰ | —                   | ۷۱°۰۶′شمالی ۹°۱۲′غربی / ۷۱٫۱°شمالی ۹٫۲°غربی     | —                      |                 | [ ۱ ]    |
| ۱۷ اکتبر ۳۷۰   | ۰۱:۴۳:۳۵           | ۴۷         | Total  | ۱٫۰۳۶۸ | 02 دقیقه و 04 ثانیه | ۷۲°۳۰′جنوبی ۱۴۲°۰۶′شرقی / ۷۲٫۵°جنوبی ۱۴۲٫۱°شرقی | ۵۷۰ کیلومتر (۳۵۰ مایل) |                 | [ ۱ ]    |
| ۱۱ آوریل ۳۶۹   | ۰۸:۵۹:۵۵           | ۵۲         | حلقه‌ای | ۰٫۹۴۶۷ | 06 دقیقه و 06 ثانیه | ۳۰°۰۰′شمالی ۹۹°۳۶′شرقی / ۳۰٫۰°شمالی ۹۹٫۶°شرقی   | ۲۱۵ کیلومتر (۱۳۴ مایل) |                 | [ ۱ ]    |
| ۵ اکتبر ۳۶۹    | ۱۷:۱۲:۲۴           | ۵۷         | Total  | ۱٫۰۳۰۴ | 02 دقیقه و 48 ثانیه | ۲۰°۱۸′جنوبی ۲۳°۴۲′غربی / ۲۰٫۳°جنوبی ۲۳٫۷°غربی   | ۱۰۸ کیلومتر (۶۷ مایل)  |                 | [ ۱ ]    |
| ۳۱ مارس ۳۶۸    | ۱۲:۲۳:۰۳           | ۶۲         | حلقه‌ای | ۰٫۹۸۳۰ | 01 دقیقه و 52 ثانیه | ۱۷°۲۴′جنوبی ۶۴°۲۴′شرقی / ۱۷٫۴°جنوبی ۶۴٫۴°شرقی   | ۶۴ کیلومتر (۴۰ مایل)   |                 | [ ۱ ]    |
| ۲۵ سپتامبر ۳۶۸ | ۰۴:۲۴:۵۱           | ۶۷         | حلقه‌ای | ۰٫۹۷۸۶ | 02 دقیقه و 14 ثانیه | ۲۴°۳۶′شمالی ۱۷۷°۱۸′غربی / ۲۴٫۶°شمالی ۱۷۷٫۳°غربی | ۸۳ کیلومتر (۵۲ مایل)   |                 | [ ۱ ]    |
| ۲۰ مارس ۳۶۷    | ۲۲:۵۱:۲۴           | ۷۲         | جزئی   | ۰٫۸۷۶۷ | —                   | ۷۱°۴۸′جنوبی ۲°۰۰′غربی / ۷۱٫۸°جنوبی ۲٫۰°غربی     | —                      |                 | [ ۱ ]    |
| ۱۴ سپتامبر ۳۶۷ | ۰۸:۲۹:۴۷           | ۷۷         | جزئی   | ۰٫۶۶۹۷ | —                   | ۷۱°۴۲′شمالی ۱۳۸°۴۲′غربی / ۷۱٫۷°شمالی ۱۳۸٫۷°غربی | —                      |                 | [ ۱ ]    |
| ۹ فوریه ۳۶۶    | ۰۵:۵۱:۳۱           | ۴۴         | Total  | ۱٫۰۴۷۱ | 03 دقیقه و 45 ثانیه | ۴۱°۳۰′شمالی ۱۴۵°۲۴′شرقی / ۴۱٫۵°شمالی ۱۴۵٫۴°شرقی | ۳۰۲ کیلومتر (۱۸۸ مایل) |                 | [ ۱ ]    |
| ۴ اوت ۳۶۶      | ۱۶:۲۲:۵۷           | ۴۹         | جزئی   | ۰٫۹۰۷۵ | —                   | ۶۹°۰۶′جنوبی ۲۸°۰۶′غربی / ۶۹٫۱°جنوبی ۲۸٫۱°غربی   | —                      |                 | [ ۱ ]    |
| ۲۹ ژانویه ۳۶۵  | ۲۰:۲۷:۳۴           | ۵۴         | مرکب   | ۱٫۰۱۴۴ | 01 دقیقه و 31 ثانیه | ۹°۳۰′جنوبی ۶۱°۵۴′غربی / ۹٫۵°جنوبی ۶۱٫۹°غربی     | ۵۰ کیلومتر (۳۱ مایل)   |                 | [ ۱ ]    |
| ۲۳ ژوئیه ۳۶۵   | ۲۳:۰۵:۳۶           | ۵۹         | مرکب   | ۱٫۰۱۱۸ | 01 دقیقه و 19 ثانیه | ۷°۳۶′شمالی ۱۰۵°۰۰′غربی / ۷٫۶°شمالی ۱۰۵٫۰°غربی   | ۴۲ کیلومتر (۲۶ مایل)   |                 | [ ۱ ]    |
| ۱۸ ژانویه ۳۶۴  | ۰۵:۰۴:۴۹           | ۶۴         | حلقه‌ای | ۰٫۹۵۳۸ | 04 دقیقه و 11 ثانیه | ۵۵°۵۴′جنوبی ۱۷۴°۰۰′شرقی / ۵۵٫۹°جنوبی ۱۷۴٫۰°شرقی | ۲۰۵ کیلومتر (۱۲۷ مایل) |                 | [ ۱ ]    |
| ۱۳ ژوئیه ۳۶۴   | ۱۲:۴۷:۱۹           | ۶۹         | Total  | ۱٫۰۶۱۸ | 04 دقیقه و 30 ثانیه | ۵۴°۱۲′شمالی ۵۱°۰۰′شرقی / ۵۴٫۲°شمالی ۵۱٫۰°شرقی   | ۲۳۷ کیلومتر (۱۴۷ مایل) |                 | [ ۱ ]    |
| ۷ ژانویه ۳۶۳   | ۰۶:۲۸:۳۱           | ۷۴         | جزئی   | ۰٫۴۷۶۶ | —                   | ۶۶°۵۴′جنوبی ۳۲°۱۸′غربی / ۶۶٫۹°جنوبی ۳۲٫۳°غربی   | —                      |                 | [ ۱ ]    |
| ۳ ژوئن ۳۶۳     | ۲۲:۵۴:۴۵           | ۴۱         | جزئی   | ۰٫۴۸۲۶ | —                   | ۶۳°۳۶′جنوبی ۶۷°۰۶′غربی / ۶۳٫۶°جنوبی ۶۷٫۱°غربی   | —                      |                 | [ ۱ ]    |
| ۳ ژوئیه ۳۶۳    | ۰۵:۵۰:۳۴           | ۷۹         | جزئی   | ۰٫۵۷۴۵ | —                   | ۶۶°۰۶′شمالی ۱۷°۴۸′غربی / ۶۶٫۱°شمالی ۱۷٫۸°غربی   | —                      |                 | [ ۱ ]    |
| ۲۷ نوامبر ۳۶۳  | ۱۲:۳۰:۳۳           | ۴۶         | جزئی   | ۰٫۸۶۲۲ | —                   | ۶۳°۰۶′شمالی ۹۴°۱۲′شرقی / ۶۳٫۱°شمالی ۹۴٫۲°شرقی   | —                      |                 | [ ۱ ]    |
| ۲۴ مه ۳۶۲      | ۱۲:۲۳:۵۹           | ۵۱         | مرکب   | ۱٫۰۱۱۵ | 01 دقیقه و 12 ثانیه | ۱۲°۴۸′جنوبی ۶۴°۵۴′شرقی / ۱۲٫۸°جنوبی ۶۴٫۹°شرقی   | ۴۷ کیلومتر (۲۹ مایل)   |                 | [ ۱ ]    |
| ۱۶ نوامبر ۳۶۲  | ۲۰:۵۹:۴۴           | ۵۶         | مرکب   | ۱٫۰۰۷۱ | 00 دقیقه و 42 ثانیه | ۰°۲۴′جنوبی ۶۹°۰۶′غربی / ۰٫۴°جنوبی ۶۹٫۱°غربی     | ۲۶ کیلومتر (۱۶ مایل)   |                 | [ ۱ ]    |
| ۱۲ مه ۳۶۱      | ۱۸:۵۳:۰۴           | ۶۱         | حلقه‌ای | ۰٫۹۶۳۶ | 03 دقیقه و 52 ثانیه | ۲۸°۳۶′شمالی ۴۸°۴۲′غربی / ۲۸٫۶°شمالی ۴۸٫۷°غربی   | ۱۳۵ کیلومتر (۸۴ مایل)  |                 | [ ۱ ]    |
| ۵ نوامبر ۳۶۱   | ۱۱:۱۵:۱۷           | ۶۶         | Total  | ۱٫۰۴۴۶ | 03 دقیقه و 28 ثانیه | ۳۳°۵۴′جنوبی ۵۹°۳۰′شرقی / ۳۳٫۹°جنوبی ۵۹٫۵°شرقی   | ۱۵۹ کیلومتر (۹۹ مایل)  |                 | [ ۱ ]    |
| ۱ مه ۳۶۰       | ۱۹:۴۹:۱۰           | ۷۱         | حلقه‌ای | ۰٫۹۳۵۷ | 04 دقیقه و 13 ثانیه | ۶۴°۴۲′شمالی ۱۵۶°۱۸′غربی / ۶۴٫۷°شمالی ۱۵۶٫۳°غربی | —                      |                 | [ ۱ ]    |
| ۲۶ اکتبر ۳۶۰   | ۰۲:۵۵:۱۴           | ۷۶         | جزئی   | ۰٫۹۳۶۹ | —                   | ۶۱°۱۸′جنوبی ۸۴°۱۸′شرقی / ۶۱٫۳°جنوبی ۸۴٫۳°شرقی   | —                      |                 | [ ۱ ]    |
| ۲۲ مارس ۳۵۹    | ۰۹:۵۷:۳۳           | ۴۳         | جزئی   | ۰٫۸۸۴۴ | —                   | ۶۰°۴۲′جنوبی ۱۷۲°۴۸′غربی / ۶۰٫۷°جنوبی ۱۷۲٫۸°غربی | —                      |                 | [ ۱ ]    |
| ۱۶ سپتامبر ۳۵۹ | ۰۱:۱۷:۳۳           | ۴۸         | جزئی   | ۰٫۹۱۳۱ | —                   | ۶۰°۴۲′شمالی ۳۹°۴۲′غربی / ۶۰٫۷°شمالی ۳۹٫۷°غربی   | —                      |                 | [ ۱ ]    |
| ۱۱ مارس ۳۵۸    | ۲۲:۰۹:۳۰           | ۵۳         | Total  | ۱٫۰۴۷۱ | 03 دقیقه و 53 ثانیه | ۱۹°۴۲′جنوبی ۷۹°۱۸′غربی / ۱۹٫۷°جنوبی ۷۹٫۳°غربی   | ۱۶۲ کیلومتر (۱۰۱ مایل) |                 | [ ۱ ]    |
| ۵ سپتامبر ۳۵۸  | ۰۳:۴۰:۱۰           | ۵۸         | حلقه‌ای | ۰٫۹۳۳۳ | 07 دقیقه و 13 ثانیه | ۲۶°۲۴′شمالی ۱۶۳°۳۰′غربی / ۲۶٫۴°شمالی ۱۶۳٫۵°غربی | ۲۶۲ کیلومتر (۱۶۳ مایل) |                 | [ ۱ ]    |
| ۲۹ فوریه ۳۵۷   | ۱۴:۲۳:۰۵           | ۶۳         | Total  | ۱٫۰۶۲۸ | 05 دقیقه و 11 ثانیه | ۱۳°۳۶′شمالی ۱۷°۵۴′شرقی / ۱۳٫۶°شمالی ۱۷٫۹°شرقی   | ۲۲۷ کیلومتر (۱۴۱ مایل) |                 | [ ۱ ]    |
| ۲۴ اوت ۳۵۷     | ۰۳:۳۴:۳۰           | ۶۸         | حلقه‌ای | ۰٫۹۴۳۷ | 06 دقیقه و 39 ثانیه | ۷°۴۲′جنوبی ۱۷۸°۳۶′شرقی / ۷٫۷°جنوبی ۱۷۸٫۶°شرقی   | ۲۲۴ کیلومتر (۱۳۹ مایل) |                 | [ ۱ ]    |
| ۱۸ فوریه ۳۵۶   | ۰۶:۰۱:۴۰           | ۷۳         | جزئی   | ۰٫۶۹۳۹ | —                   | ۶۱°۳۶′شمالی ۹۱°۴۲′شرقی / ۶۱٫۶°شمالی ۹۱٫۷°شرقی   | —                      |                 | [ ۱ ]    |
| ۱۳ اوت ۳۵۶     | ۰۸:۲۴:۴۶           | ۷۸         | جزئی   | ۰٫۷۹۹۷ | —                   | ۶۲°۰۰′جنوبی ۶۰°۱۸′شرقی / ۶۲٫۰°جنوبی ۶۰٫۳°شرقی   | —                      |                 | [ ۱ ]    |
| ۹ ژانویه ۳۵۵   | ۰۰:۵۳:۲۰           | ۴۵         | حلقه‌ای | ۰٫۹۳۱۹ | 04 دقیقه و 34 ثانیه | ۷۸°۵۴′جنوبی ۳۵°۲۴′غربی / ۷۸٫۹°جنوبی ۳۵٫۴°غربی   | ۶۸۶ کیلومتر (۴۲۶ مایل) |                 | [ ۱ ]    |
| ۴ ژوئیه ۳۵۵    | ۱۲:۵۵:۰۸           | ۵۰         | Total  | ۱٫۰۶۷۱ | 03 دقیقه و 58 ثانیه | ۷۴°۰۶′شمالی ۷۱°۳۰′شرقی / ۷۴٫۱°شمالی ۷۱٫۵°شرقی   | ۳۵۷ کیلومتر (۲۲۲ مایل) |                 | [ ۱ ]    |
| ۲۹ دسامبر ۳۵۵  | ۰۰:۵۲:۲۷           | ۵۵         | حلقه‌ای | ۰٫۹۱۸۲ | 09 دقیقه و 42 ثانیه | ۳۸°۱۸′جنوبی ۱۲۷°۵۴′غربی / ۳۸٫۳°جنوبی ۱۲۷٫۹°غربی | ۳۲۱ کیلومتر (۱۹۹ مایل) |                 | [ ۱ ]    |
| ۲۴ ژوئن ۳۵۴    | ۰۶:۰۷:۲۴           | ۶۰         | Total  | ۱٫۰۷۲۱ | 06 دقیقه و 22 ثانیه | ۲۶°۴۲′شمالی ۱۴۸°۴۸′شرقی / ۲۶٫۷°شمالی ۱۴۸٫۸°شرقی | ۲۳۵ کیلومتر (۱۴۶ مایل) |                 | [ ۱ ]    |
| ۱۸ دسامبر ۳۵۴  | ۰۱:۰۴:۵۲           | ۶۵         | حلقه‌ای | ۰٫۹۴۰۲ | 08 دقیقه و 07 ثانیه | ۲°۱۸′شمالی ۱۳۵°۴۲′غربی / ۲٫۳°شمالی ۱۳۵٫۷°غربی   | ۲۴۶ کیلومتر (۱۵۳ مایل) |                 | [ ۱ ]    |
| ۱۲ ژوئن ۳۵۳    | ۲۰:۴۳:۰۷           | ۷۰         | Total  | ۱٫۰۲۱۳ | 02 دقیقه و 11 ثانیه | ۲۴°۰۶′جنوبی ۷۰°۳۰′غربی / ۲۴٫۱°جنوبی ۷۰٫۵°غربی   | ۱۰۶ کیلومتر (۶۶ مایل)  |                 | [ ۱ ]    |
| ۶ دسامبر ۳۵۳   | ۰۷:۴۹:۵۳           | ۷۵         | جزئی   | ۰٫۸۱۶۵ | —                   | ۶۷°۳۰′شمالی ۱۲۹°۴۲′شرقی / ۶۷٫۵°شمالی ۱۲۹٫۷°شرقی | —                      |                 | [ ۱ ]    |
| ۳ مه ۳۵۲       | ۱۵:۰۴:۴۴           | ۴۲         | جزئی   | ۰٫۵۴۷۵ | —                   | ۷۰°۳۰′شمالی ۱۲۱°۲۴′غربی / ۷۰٫۵°شمالی ۱۲۱٫۴°غربی | —                      |                 | [ ۱ ]    |
| ۲۷ اکتبر ۳۵۲   | ۱۰:۲۷:۳۰           | ۴۷         | Total  | ۱٫۰۳۴۱ | 01 دقیقه و 50 ثانیه | ۷۴°۵۴′جنوبی ۱۳°۰۰′غربی / ۷۴٫۹°جنوبی ۱۳٫۰°غربی   | ۶۶۴ کیلومتر (۴۱۳ مایل) |                 | [ ۱ ]    |
| ۲۲ آوریل ۳۵۱   | ۱۵:۳۴:۱۲           | ۵۲         | حلقه‌ای | ۰٫۹۴۹۴ | 05 دقیقه و 25 ثانیه | ۳۸°۴۸′شمالی ۲°۴۸′غربی / ۳۸٫۸°شمالی ۲٫۸°غربی     | ۲۱۳ کیلومتر (۱۳۲ مایل) |                 | [ ۱ ]    |
| ۱۷ اکتبر ۳۵۱   | ۰۱:۴۲:۳۵           | ۵۷         | Total  | ۱٫۰۲۵۴ | 02 دقیقه و 19 ثانیه | ۲۵°۳۶′جنوبی ۱۵۳°۰۶′غربی / ۲۵٫۶°جنوبی ۱۵۳٫۱°غربی | ۹۱ کیلومتر (۵۷ مایل)   |                 | [ ۱ ]    |
| ۱۱ آوریل ۳۵۰   | ۱۹:۲۶:۴۴           | ۶۲         | حلقه‌ای | ۰٫۹۸۹۱ | 01 دقیقه و 13 ثانیه | ۹°۱۸′جنوبی ۴۵°۱۸′غربی / ۹٫۳°جنوبی ۴۵٫۳°غربی     | ۴۰ کیلومتر (۲۵ مایل)   |                 | [ ۱ ]    |
| ۶ اکتبر ۳۵۰    | ۱۲:۲۷:۲۶           | ۶۷         | حلقه‌ای | ۰٫۹۷۳۰ | 02 دقیقه و 56 ثانیه | ۱۹°۰۶′شمالی ۵۹°۳۰′شرقی / ۱۹٫۱°شمالی ۵۹٫۵°شرقی   | ۱۰۵ کیلومتر (۶۵ مایل)  |                 | [ ۱ ]    |
| ۳۱ مارس ۳۴۹    | ۰۶:۲۷:۰۶           | ۷۲         | جزئی   | ۰٫۹۸۸۷ | —                   | ۷۱°۴۸′جنوبی ۱۳۱°۰۶′غربی / ۷۱٫۸°جنوبی ۱۳۱٫۱°غربی | —                      |                 | [ ۱ ]    |
| ۲۴ سپتامبر ۳۴۹ | ۱۶:۰۱:۲۲           | ۷۷         | جزئی   | ۰٫۷۱۸۵ | —                   | ۷۱°۵۴′شمالی ۹۳°۰۶′شرقی / ۷۱٫۹°شمالی ۹۳٫۱°شرقی   | —                      |                 | [ ۱ ]    |
| ۱۹ فوریه ۳۴۸   | ۱۴:۰۸:۳۹           | ۴۴         | Total  | ۱٫۰۴۸۱ | 03 دقیقه و 36 ثانیه | ۴۷°۴۲′شمالی ۱۴°۰۶′شرقی / ۴۷٫۷°شمالی ۱۴٫۱°شرقی   | ۳۴۶ کیلومتر (۲۱۵ مایل) |                 | [ ۱ ]    |
| ۱۴ اوت ۳۴۸     | ۲۳:۲۶:۳۴           | ۴۹         | جزئی   | ۰٫۸۱۰۵ | —                   | ۷۰°۰۰′جنوبی ۱۴۷°۲۴′غربی / ۷۰٫۰°جنوبی ۱۴۷٫۴°غربی | —                      |                 | [ ۱ ]    |
| ۹ فوریه ۳۴۷    | ۰۴:۴۰:۱۷           | ۵۴         | مرکب   | ۱٫۰۱۴۲ | 01 دقیقه و 30 ثانیه | ۵°۰۶′جنوبی ۱۷۳°۱۲′شرقی / ۵٫۱°جنوبی ۱۷۳٫۲°شرقی   | ۵۰ کیلومتر (۳۱ مایل)   |                 | [ ۱ ]    |
| ۴ اوت ۳۴۷      | ۰۶:۲۸:۳۴           | ۵۹         | مرکب   | ۱٫۰۱۲۳ | 01 دقیقه و 22 ثانیه | ۱°۵۴′شمالی ۱۴۲°۰۰′شرقی / ۱٫۹°شمالی ۱۴۲٫۰°شرقی   | ۴۴ کیلومتر (۲۷ مایل)   |                 | [ ۱ ]    |
| ۲۹ ژانویه ۳۴۶  | ۱۳:۰۱:۰۲           | ۶۴         | حلقه‌ای | ۰٫۹۵۴۰ | 04 دقیقه و 18 ثانیه | ۵۱°۵۴′جنوبی ۵۷°۳۰′شرقی / ۵۱٫۹°جنوبی ۵۷٫۵°شرقی   | ۲۰۱ کیلومتر (۱۲۵ مایل) |                 | [ ۱ ]    |
| ۲۴ ژوئیه ۳۴۶   | ۲۰:۲۲:۴۳           | ۶۹         | Total  | ۱٫۰۶۲۱ | 04 دقیقه و 44 ثانیه | ۴۸°۱۲′شمالی ۶۰°۴۸′غربی / ۴۸٫۲°شمالی ۶۰٫۸°غربی   | ۲۲۹ کیلومتر (۱۴۲ مایل) |                 | [ ۱ ]    |
| ۱۸ ژانویه ۳۴۵  | ۱۴:۱۵:۱۱           | ۷۴         | جزئی   | ۰٫۵۰۳۵ | —                   | ۶۸°۰۰′جنوبی ۱۶۱°۰۶′غربی / ۶۸٫۰°جنوبی ۱۶۱٫۱°غربی | —                      |                 | [ ۱ ]    |
| ۱۴ ژوئن ۳۴۵    | ۰۶:۱۴:۲۲           | ۴۱         | جزئی   | ۰٫۳۳۶۵ | —                   | ۶۴°۳۰′جنوبی ۱۷۲°۰۶′شرقی / ۶۴٫۵°جنوبی ۱۷۲٫۱°شرقی | —                      |                 | [ ۱ ]    |
| ۱۳ ژوئیه ۳۴۵   | ۱۳:۲۳:۴۵           | ۷۹         | جزئی   | ۰٫۶۹۹۳ | —                   | ۶۷°۰۶′شمالی ۱۴۲°۵۴′غربی / ۶۷٫۱°شمالی ۱۴۲٫۹°غربی | —                      |                 | [ ۱ ]    |
| ۷ دسامبر ۳۴۵   | ۲۰:۵۱:۰۶           | ۴۶         | جزئی   | ۰٫۸۶۴۰ | —                   | ۶۴°۰۰′شمالی ۴۱°۲۴′غربی / ۶۴٫۰°شمالی ۴۱٫۴°غربی   | —                      |                 | [ ۱ ]    |
| ۳ ژوئن ۳۴۴     | ۱۹:۲۰:۳۳           | ۵۱         | مرکب   | ۱٫۰۰۶۹ | 00 دقیقه و 44 ثانیه | ۱۷°۰۶′جنوبی ۴۰°۵۴′غربی / ۱۷٫۱°جنوبی ۴۰٫۹°غربی   | ۳۱ کیلومتر (۱۹ مایل)   |                 | [ ۱ ]    |
| ۲۷ نوامبر ۳۴۴  | ۰۵:۴۲:۵۳           | ۵۶         | مرکب   | ۱٫۰۰۹۴ | 00 دقیقه و 57 ثانیه | ۲°۴۲′جنوبی ۱۵۸°۳۶′شرقی / ۲٫۷°جنوبی ۱۵۸٫۶°شرقی   | ۳۴ کیلومتر (۲۱ مایل)   |                 | [ ۱ ]    |
| ۲۴ مه ۳۴۳      | ۰۱:۲۱:۴۱           | ۶۱         | حلقه‌ای | ۰٫۹۶۲۲ | 04 دقیقه و 13 ثانیه | ۲۶°۵۴′شمالی ۱۴۴°۲۴′غربی / ۲۶٫۹°شمالی ۱۴۴٫۴°غربی | ۱۳۸ کیلومتر (۸۶ مایل)  |                 | [ ۱ ]    |
| ۱۶ نوامبر ۳۴۳  | ۲۰:۰۷:۰۰           | ۶۶         | Total  | ۱٫۰۴۴۳ | 03 دقیقه و 26 ثانیه | ۳۷°۳۰′جنوبی ۷۳°۱۸′غربی / ۳۷٫۵°جنوبی ۷۳٫۳°غربی   | ۱۵۸ کیلومتر (۹۸ مایل)  |                 | [ ۱ ]    |
| ۱۳ مه ۳۴۲      | ۰۲:۱۲:۰۰           | ۷۱         | حلقه‌ای | ۰٫۹۴۱۷ | 04 دقیقه و 15 ثانیه | ۶۷°۲۴′شمالی ۱۴۱°۴۸′شرقی / ۶۷٫۴°شمالی ۱۴۱٫۸°شرقی | ۴۹۷ کیلومتر (۳۰۹ مایل) |                 | [ ۱ ]    |
| ۶ نوامبر ۳۴۲   | ۱۱:۳۹:۱۰           | ۷۶         | جزئی   | ۰٫۹۴۲۶ | —                   | ۶۱°۴۸′جنوبی ۵۶°۴۲′غربی / ۶۱٫۸°جنوبی ۵۶٫۷°غربی   | —                      |                 | [ ۱ ]    |
| ۱ آوریل ۳۴۱    | ۱۷:۱۵:۲۸           | ۴۳         | جزئی   | ۰٫۷۸۵۳ | —                   | ۶۰°۴۸′جنوبی ۶۷°۵۴′شرقی / ۶۰٫۸°جنوبی ۶۷٫۹°شرقی   | —                      |                 | [ ۱ ]    |
| ۲۶ سپتامبر ۳۴۱ | ۰۹:۰۵:۰۲           | ۴۸         | جزئی   | ۰٫۸۵۶۰ | —                   | ۶۰°۳۶′شمالی ۱۶۶°۱۸′غربی / ۶۰٫۶°شمالی ۱۶۶٫۳°غربی | —                      |                 | [ ۱ ]    |
| ۲۲ مارس ۳۴۰    | ۰۵:۵۸:۲۰           | ۵۳         | Total  | ۱٫۰۵۲۳ | 04 دقیقه و 17 ثانیه | ۱۷°۵۴′جنوبی ۱۶۳°۰۰′شرقی / ۱۷٫۹°جنوبی ۱۶۳٫۰°شرقی | ۱۸۲ کیلومتر (۱۱۳ مایل) |                 | [ ۱ ]    |
| ۱۵ سپتامبر ۳۴۰ | ۱۰:۵۸:۲۴           | ۵۸         | حلقه‌ای | ۰٫۹۲۹۳ | 07 دقیقه و 41 ثانیه | ۲۴°۱۲′شمالی ۸۶°۴۲′شرقی / ۲۴٫۲°شمالی ۸۶٫۷°شرقی   | ۲۸۳ کیلومتر (۱۷۶ مایل) |                 | [ ۱ ]    |
| ۱۱ مارس ۳۳۹    | ۲۲:۲۶:۲۴           | ۶۳         | Total  | ۱٫۰۶۶۰ | 05 دقیقه و 19 ثانیه | ۱۵°۰۰′شمالی ۱۰۴°۱۲′غربی / ۱۵٫۰°شمالی ۱۰۴٫۲°غربی | ۲۳۳ کیلومتر (۱۴۵ مایل) |                 | [ ۱ ]    |
| ۴ سپتامبر ۳۳۹  | ۱۰:۴۹:۳۹           | ۶۸         | حلقه‌ای | ۰٫۹۴۲۷ | 06 دقیقه و 33 ثانیه | ۸°۳۰′جنوبی ۶۸°۴۸′شرقی / ۸٫۵°جنوبی ۶۸٫۸°شرقی     | ۲۲۳ کیلومتر (۱۳۹ مایل) |                 | [ ۱ ]    |
| ۱ مارس ۳۳۸     | ۱۴:۰۲:۲۳           | ۷۳         | جزئی   | ۰٫۷۵۷۳ | —                   | ۶۱°۱۲′شمالی ۳۸°۲۴′غربی / ۶۱٫۲°شمالی ۳۸٫۴°غربی   | —                      |                 | [ ۱ ]    |
| ۲۴ اوت ۳۳۸     | ۱۵:۵۶:۴۹           | ۷۸         | جزئی   | ۰٫۸۹۴۴ | —                   | ۶۱°۳۰′جنوبی ۶۲°۴۲′غربی / ۶۱٫۵°جنوبی ۶۲٫۷°غربی   | —                      |                 | [ ۱ ]    |
| ۲۰ ژانویه ۳۳۷  | ۰۸:۴۸:۵۹           | ۴۵         | حلقه‌ای | ۰٫۹۳۱۲ | 04 دقیقه و 33 ثانیه | ۷۴°۲۴′جنوبی ۱۵۱°۰۶′غربی / ۷۴٫۴°جنوبی ۱۵۱٫۱°غربی | ۸۰۴ کیلومتر (۵۰۰ مایل) |                 | [ ۱ ]    |
| ۱۴ ژوئیه ۳۳۷   | ۲۰:۲۹:۳۷           | ۵۰         | Total  | ۱٫۰۶۴۶ | 03 دقیقه و 38 ثانیه | ۷۵°۴۸′شمالی ۱۷°۱۸′غربی / ۷۵٫۸°شمالی ۱۷٫۳°غربی   | ۴۰۵ کیلومتر (۲۵۲ مایل) |                 | [ ۱ ]    |
| ۸ ژانویه ۳۳۶   | ۰۸:۴۲:۵۶           | ۵۵         | حلقه‌ای | ۰٫۹۲۰۰ | 09 دقیقه و 16 ثانیه | ۳۸°۰۶′جنوبی ۱۱۶°۲۴′شرقی / ۳۸٫۱°جنوبی ۱۱۶٫۴°شرقی | ۳۱۴ کیلومتر (۱۹۵ مایل) |                 | [ ۱ ]    |
| ۴ ژوئیه ۳۳۶    | ۱۳:۳۵:۰۱           | ۶۰         | Total  | ۱٫۰۶۸۵ | 05 دقیقه و 53 ثانیه | ۳۰°۳۶′شمالی ۳۷°۲۴′شرقی / ۳۰٫۶°شمالی ۳۷٫۴°شرقی   | ۲۲۵ کیلومتر (۱۴۰ مایل) |                 | [ ۱ ]    |
| ۲۸ دسامبر ۳۳۶  | ۰۹:۱۵:۲۲           | ۶۵         | حلقه‌ای | ۰٫۹۴۳۸ | 07 دقیقه و 28 ثانیه | ۱°۳۰′شمالی ۹۹°۵۴′شرقی / ۱٫۵°شمالی ۹۹٫۹°شرقی     | ۲۲۹ کیلومتر (۱۴۲ مایل) |                 | [ ۱ ]    |
| ۲۴ ژوئن ۳۳۵    | ۰۳:۴۶:۵۲           | ۷۰         | Total  | ۱٫۰۱۷۹ | 01 دقیقه و 55 ثانیه | ۱۷°۱۸′جنوبی ۱۷۹°۴۸′شرقی / ۱۷٫۳°جنوبی ۱۷۹٫۸°شرقی | ۸۱ کیلومتر (۵۰ مایل)   |                 | [ ۱ ]    |
| ۱۷ دسامبر ۳۳۵  | ۱۶:۲۷:۱۹           | ۷۵         | جزئی   | ۰٫۸۲۴۶ | —                   | ۶۶°۲۴′شمالی ۱۱°۳۶′غربی / ۶۶٫۴°شمالی ۱۱٫۶°غربی   | —                      |                 | [ ۱ ]    |
| ۱۴ مه ۳۳۴      | ۲۱:۲۹:۵۵           | ۴۲         | جزئی   | ۰٫۳۹۹۸ | —                   | ۶۹°۳۶′شمالی ۱۲۸°۴۲′شرقی / ۶۹٫۶°شمالی ۱۲۸٫۷°شرقی | —                      |                 | [ ۱ ]    |
| ۱۳ ژوئن ۳۳۴    | ۱۱:۲۰:۵۸           | ۸۰         | جزئی   | ۰٫۱۳۱۸ | —                   | ۶۷°۰۰′جنوبی ۷۰°۰۶′شرقی / ۶۷٫۰°جنوبی ۷۰٫۱°شرقی   | —                      |                 | [ ۱ ]    |
| ۷ نوامبر ۳۳۴   | ۱۹:۱۶:۵۷           | ۴۷         | Total  | ۱٫۰۳۲۱ | 01 دقیقه و 39 ثانیه | ۷۵°۴۸′جنوبی ۱۶۹°۰۶′غربی / ۷۵٫۸°جنوبی ۱۶۹٫۱°غربی | ۷۳۶ کیلومتر (۴۵۷ مایل) |                 | [ ۱ ]    |
| ۲ مه ۳۳۳       | ۲۲:۰۳:۲۱           | ۵۲         | حلقه‌ای | ۰٫۹۵۱۶ | 04 دقیقه و 47 ثانیه | ۴۸°۰۰′شمالی ۱۰۳°۴۲′غربی / ۴۸٫۰°شمالی ۱۰۳٫۷°غربی | ۲۱۶ کیلومتر (۱۳۴ مایل) |                 | [ ۱ ]    |
| ۲۷ اکتبر ۳۳۳   | ۱۰:۱۹:۱۴           | ۵۷         | Total  | ۱٫۰۲۰۹ | 01 دقیقه و 53 ثانیه | ۳۰°۲۴′جنوبی ۷۶°۳۰′شرقی / ۳۰٫۴°جنوبی ۷۶٫۵°شرقی   | ۷۵ کیلومتر (۴۷ مایل)   |                 | [ ۱ ]    |
| ۲۲ آوریل ۳۳۲   | ۰۲:۲۶:۵۶           | ۶۲         | حلقه‌ای | ۰٫۹۹۴۹ | 00 دقیقه و 35 ثانیه | ۱°۱۸′جنوبی ۱۵۳°۵۴′غربی / ۱٫۳°جنوبی ۱۵۳٫۹°غربی   | ۱۸ کیلومتر (۱۱ مایل)   |                 | [ ۱ ]    |
| ۱۶ اکتبر ۳۳۲   | ۲۰:۳۵:۳۶           | ۶۷         | حلقه‌ای | ۰٫۹۶۷۷ | 03 دقیقه و 40 ثانیه | ۱۴°۰۰′شمالی ۶۵°۰۰′غربی / ۱۴٫۰°شمالی ۶۵٫۰°غربی   | ۱۲۵ کیلومتر (۷۸ مایل)  |                 | [ ۱ ]    |
| ۱۱ آوریل ۳۳۱   | ۱۳:۵۸:۳۷           | ۷۲         | Total  | ۱٫۰۳۶۰ | 02 دقیقه و 28 ثانیه | ۶۰°۰۶′جنوبی ۶۵°۰۰′شرقی / ۶۰٫۱°جنوبی ۶۵٫۰°شرقی   | ۳۸۱ کیلومتر (۲۳۷ مایل) |                 | [ ۱ ]    |
| ۵ اکتبر ۳۳۱    | ۲۳:۳۹:۵۷           | ۷۷         | جزئی   | ۰٫۷۵۶۷ | —                   | ۷۱°۴۸′شمالی ۳۶°۴۸′غربی / ۷۱٫۸°شمالی ۳۶٫۸°غربی   | —                      |                 | [ ۱ ]    |
| ۲ مارس ۳۳۰     | ۲۲:۱۷:۴۳           | ۴۴         | Total  | ۱٫۰۴۸۶ | 03 دقیقه و 22 ثانیه | ۵۵°۱۸′شمالی ۱۱۷°۵۴′غربی / ۵۵٫۳°شمالی ۱۱۷٫۹°غربی | ۴۲۷ کیلومتر (۲۶۵ مایل) |                 | [ ۱ ]    |
| ۲۶ اوت ۳۳۰     | ۰۶:۳۹:۵۰           | ۴۹         | جزئی   | ۰٫۷۲۶۳ | —                   | ۷۰°۴۲′جنوبی ۹۰°۱۸′شرقی / ۷۰٫۷°جنوبی ۹۰٫۳°شرقی   | —                      |                 | [ ۱ ]    |
| ۲۰ فوریه ۳۲۹   | ۱۲:۴۴:۰۷           | ۵۴         | مرکب   | ۱٫۰۱۴۱ | 01 دقیقه و 29 ثانیه | ۰°۰۶′شمالی ۵۰°۰۶′شرقی / ۰٫۱°شمالی ۵۰٫۱°شرقی     | ۵۰ کیلومتر (۳۱ مایل)   |                 | [ ۱ ]    |
| ۱۴ اوت ۳۲۹     | ۱۴:۰۰:۵۸           | ۵۹         | مرکب   | ۱٫۰۱۲۶ | 01 دقیقه و 21 ثانیه | ۴°۰۶′جنوبی ۲۶°۱۲′شرقی / ۴٫۱°جنوبی ۲۶٫۲°شرقی     | ۴۶ کیلومتر (۲۹ مایل)   |                 | [ ۱ ]    |
| ۸ فوریه ۳۲۸    | ۲۰:۴۸:۰۵           | ۶۴         | حلقه‌ای | ۰٫۹۵۴۴ | 04 دقیقه و 27 ثانیه | ۴۶°۴۸′جنوبی ۵۸°۳۶′غربی / ۴۶٫۸°جنوبی ۵۸٫۶°غربی   | ۱۹۵ کیلومتر (۱۲۱ مایل) |                 | [ ۱ ]    |
| ۴ اوت ۳۲۸      | ۰۴:۰۶:۰۸           | ۶۹         | Total  | ۱٫۰۶۱۸ | 04 دقیقه و 54 ثانیه | ۴۱°۵۴′شمالی ۱۷۶°۱۲′غربی / ۴۱٫۹°شمالی ۱۷۶٫۲°غربی | ۲۲۱ کیلومتر (۱۳۷ مایل) |                 | [ ۱ ]    |
| ۲۸ ژانویه ۳۲۷  | ۲۱:۵۳:۵۴           | ۷۴         | جزئی   | ۰٫۵۴۰۸ | —                   | ۶۹°۰۰′جنوبی ۷۱°۳۰′شرقی / ۶۹٫۰°جنوبی ۷۱٫۵°شرقی   | —                      |                 | [ ۱ ]    |
| ۲۵ ژوئن ۳۲۷    | ۱۳:۳۴:۴۱           | ۴۱         | جزئی   | ۰٫۱۹۴۳ | —                   | ۶۵°۳۰′جنوبی ۵۱°۰۰′شرقی / ۶۵٫۵°جنوبی ۵۱٫۰°شرقی   | —                      |                 | [ ۱ ]    |
| ۲۴ ژوئیه ۳۲۷   | ۲۱:۰۱:۱۸           | ۷۹         | جزئی   | ۰٫۸۱۵۵ | —                   | ۶۸°۰۶′شمالی ۹۰°۳۰′شرقی / ۶۸٫۱°شمالی ۹۰٫۵°شرقی   | —                      |                 | [ ۱ ]    |
| ۱۹ دسامبر ۳۲۷  | ۰۵:۱۰:۴۸           | ۴۶         | جزئی   | ۰٫۸۶۴۰ | —                   | ۶۵°۰۰′شمالی ۱۷۷°۱۲′غربی / ۶۵٫۰°شمالی ۱۷۷٫۲°غربی | —                      |                 | [ ۱ ]    |
| ۱۵ ژوئن ۳۲۶    | ۰۲:۱۵:۴۳           | ۵۱         | مرکب   | ۱٫۰۰۱۴ | 00 دقیقه و 09 ثانیه | ۲۲°۴۲′جنوبی ۱۴۶°۵۴′غربی / ۲۲٫۷°جنوبی ۱۴۶٫۹°غربی | ۷ کیلومتر (۴٫۳ مایل)   |                 | [ ۱ ]    |
| ۸ دسامبر ۳۲۶   | ۱۴:۲۵:۴۷           | ۵۶         | مرکب   | ۱٫۰۱۲۳ | 01 دقیقه و 16 ثانیه | ۴°۱۸′جنوبی ۲۶°۳۰′شرقی / ۴٫۳°جنوبی ۲۶٫۵°شرقی     | ۴۵ کیلومتر (۲۸ مایل)   |                 | [ ۱ ]    |
| ۳ ژوئن ۳۲۵     | ۰۷:۴۸:۳۱           | ۶۱         | حلقه‌ای | ۰٫۹۶۰۳ | 04 دقیقه و 41 ثانیه | ۲۴°۱۸′شمالی ۱۲۰°۰۰′شرقی / ۲۴٫۳°شمالی ۱۲۰٫۰°شرقی | ۱۴۴ کیلومتر (۸۹ مایل)  |                 | [ ۱ ]    |
| ۲۷ نوامبر ۳۲۵  | ۰۵:۰۰:۲۱           | ۶۶         | Total  | ۱٫۰۴۴۵ | 03 دقیقه و 28 ثانیه | ۴۰°۴۲′جنوبی ۱۵۴°۲۴′شرقی / ۴۰٫۷°جنوبی ۱۵۴٫۴°شرقی | ۱۵۹ کیلومتر (۹۹ مایل)  |                 | [ ۱ ]    |
| ۲۳ مه ۳۲۴      | ۰۸:۳۲:۵۲           | ۷۱         | حلقه‌ای | ۰٫۹۴۵۳ | 04 دقیقه و 15 ثانیه | ۶۶°۴۸′شمالی ۶۶°۱۸′شرقی / ۶۶٫۸°شمالی ۶۶٫۳°شرقی   | ۳۴۵ کیلومتر (۲۱۴ مایل) |                 | [ ۱ ]    |
| ۱۶ نوامبر ۳۲۴  | ۲۰:۲۵:۵۹           | ۷۶         | جزئی   | ۰٫۹۴۲۷ | —                   | ۶۲°۲۴′جنوبی ۱۶۱°۳۰′شرقی / ۶۲٫۴°جنوبی ۱۶۱٫۵°شرقی | —                      |                 | [ ۱ ]    |
| ۱۳ آوریل ۳۲۳   | ۰۰:۲۷:۴۴           | ۴۳         | جزئی   | ۰٫۶۷۵۶ | —                   | ۶۱°۰۰′جنوبی ۵۰°۰۰′غربی / ۶۱٫۰°جنوبی ۵۰٫۰°غربی   | —                      |                 | [ ۱ ]    |
| ۱۲ مه ۳۲۳      | ۱۱:۴۱:۱۶           | ۸۱         | جزئی   | ۰٫۰۳۳۸ | —                   | ۶۲°۰۶′شمالی ۶۲°۱۲′غربی / ۶۲٫۱°شمالی ۶۲٫۲°غربی   | —                      |                 | [ ۱ ]    |
| ۷ اکتبر ۳۲۳    | ۱۶:۵۹:۵۵           | ۴۸         | جزئی   | ۰٫۸۱۱۸ | —                   | ۶۰°۴۲′شمالی ۶۵°۱۸′شرقی / ۶۰٫۷°شمالی ۶۵٫۳°شرقی   | —                      |                 | [ ۱ ]    |
| ۲ آوریل ۳۲۲    | ۱۳:۳۸:۲۹           | ۵۳         | Total  | ۱٫۰۵۷۱ | 04 دقیقه و 41 ثانیه | ۱۶°۴۸′جنوبی ۴۷°۲۴′شرقی / ۱۶٫۸°جنوبی ۴۷٫۴°شرقی   | ۲۰۲ کیلومتر (۱۲۶ مایل) |                 | [ ۱ ]    |
| ۲۶ سپتامبر ۳۲۲ | ۱۸:۲۶:۳۲           | ۵۸         | حلقه‌ای | ۰٫۹۲۵۶ | 08 دقیقه و 14 ثانیه | ۲۱°۳۶′شمالی ۲۶°۱۲′غربی / ۲۱٫۶°شمالی ۲۶٫۲°غربی   | ۳۰۳ کیلومتر (۱۸۸ مایل) |                 | [ ۱ ]    |
| ۲۲ مارس ۳۲۱    | ۰۶:۲۱:۰۵           | ۶۳         | Total  | ۱٫۰۶۸۹ | 05 دقیقه و 28 ثانیه | ۱۶°۲۴′شمالی ۱۳۶°۱۸′شرقی / ۱۶٫۴°شمالی ۱۳۶٫۳°شرقی | ۲۳۸ کیلومتر (۱۴۸ مایل) |                 | [ ۱ ]    |
| ۱۴ سپتامبر ۳۲۱ | ۱۸:۱۵:۱۸           | ۶۸         | حلقه‌ای | ۰٫۹۴۱۸ | 06 دقیقه و 29 ثانیه | ۱۰°۱۸′جنوبی ۴۳°۳۶′غربی / ۱۰٫۳°جنوبی ۴۳٫۶°غربی   | ۲۲۴ کیلومتر (۱۳۹ مایل) |                 | [ ۱ ]    |
| ۱۱ مارس ۳۲۰    | ۲۱:۵۴:۵۳           | ۷۳         | جزئی   | ۰٫۸۳۱۴ | —                   | ۶۰°۵۴′شمالی ۱۶۶°۲۴′غربی / ۶۰٫۹°شمالی ۱۶۶٫۴°غربی | —                      |                 | [ ۱ ]    |
| ۳ سپتامبر ۳۲۰  | ۲۳:۳۸:۴۸           | ۷۸         | جزئی   | ۰٫۹۷۵۸ | —                   | ۶۱°۰۰′جنوبی ۱۷۲°۰۰′شرقی / ۶۱٫۰°جنوبی ۱۷۲٫۰°شرقی | —                      |                 | [ ۱ ]    |
| ۳۰ ژانویه ۳۱۹  | ۱۶:۳۷:۳۹           | ۴۵         | حلقه‌ای | ۰٫۹۳۰۵ | 04 دقیقه و 31 ثانیه | ۶۹°۵۴′جنوبی ۹۶°۰۶′شرقی / ۶۹٫۹°جنوبی ۹۶٫۱°شرقی   | ۰۹۲ کیلومتر (۵۷ مایل)  |                 | [ ۱ ]    |
| ۲۶ ژوئیه ۳۱۹   | ۰۴:۰۸:۰۴           | ۵۰         | Total  | ۱٫۰۶۱۰ | 03 دقیقه و 17 ثانیه | ۷۴°۱۲′شمالی ۱۰۵°۳۶′غربی / ۷۴٫۲°شمالی ۱۰۵٫۶°غربی | ۴۹۴ کیلومتر (۳۰۷ مایل) |                 | [ ۱ ]    |
| ۱۹ ژانویه ۳۱۸  | ۱۶:۲۸:۴۴           | ۵۵         | حلقه‌ای | ۰٫۹۲۲۵ | 08 دقیقه و 47 ثانیه | ۳۷°۰۶′جنوبی ۱°۳۶′شرقی / ۳۷٫۱°جنوبی ۱٫۶°شرقی     | ۳۰۵ کیلومتر (۱۹۰ مایل) |                 | [ ۱ ]    |
| ۱۵ ژوئیه ۳۱۸   | ۲۱:۰۵:۴۱           | ۶۰         | Total  | ۱٫۰۶۴۲ | 05 دقیقه و 21 ثانیه | ۳۳°۲۴′شمالی ۷۴°۰۰′غربی / ۳۳٫۴°شمالی ۷۴٫۰°غربی   | ۲۱۴ کیلومتر (۱۳۳ مایل) |                 | [ ۱ ]    |
| ۸ ژانویه ۳۱۷   | ۱۷:۲۱:۵۱           | ۶۵         | حلقه‌ای | ۰٫۹۴۸۱ | 06 دقیقه و 41 ثانیه | ۱°۱۲′شمالی ۲۳°۲۴′غربی / ۱٫۲°شمالی ۲۳٫۴°غربی     | ۲۰۹ کیلومتر (۱۳۰ مایل) |                 | [ ۱ ]    |
| ۴ ژوئیه ۳۱۷    | ۱۰:۵۳:۲۱           | ۷۰         | مرکب   | ۱٫۰۱۳۷ | 01 دقیقه و 30 ثانیه | ۱۲°۰۰′جنوبی ۷۰°۲۴′شرقی / ۱۲٫۰°جنوبی ۷۰٫۴°شرقی   | ۵۸ کیلومتر (۳۶ مایل)   |                 | [ ۱ ]    |
| ۲۸ دسامبر ۳۱۷  | ۰۱:۰۲:۰۵           | ۷۵         | جزئی   | ۰٫۸۳۸۶ | —                   | ۶۵°۲۴′شمالی ۱۵۱°۴۲′غربی / ۶۵٫۴°شمالی ۱۵۱٫۷°غربی | —                      |                 | [ ۱ ]    |
| ۲۵ مه ۳۱۶      | ۰۳:۵۳:۱۷           | ۴۲         | جزئی   | ۰٫۲۵۲۱ | —                   | ۶۸°۴۲′شمالی ۱۹°۵۴′شرقی / ۶۸٫۷°شمالی ۱۹٫۹°شرقی   | —                      |                 | [ ۱ ]    |
| ۲۳ ژوئن ۳۱۶    | ۱۷:۵۵:۲۰           | ۸۰         | جزئی   | ۰٫۲۶۷۷ | —                   | ۶۶°۰۰′جنوبی ۴۰°۱۲′غربی / ۶۶٫۰°جنوبی ۴۰٫۲°غربی   | —                      |                 | [ ۱ ]    |
| ۱۸ نوامبر ۳۱۶  | ۰۴:۰۸:۱۸           | ۴۷         | Total  | ۱٫۰۳۰۶ | 01 دقیقه و 32 ثانیه | ۷۵°۳۶′جنوبی ۳۵°۳۰′شرقی / ۷۵٫۶°جنوبی ۳۵٫۵°شرقی   | ۸۰۷ کیلومتر (۵۰۱ مایل) |                 | [ ۱ ]    |
| ۱۴ مه ۳۱۵      | ۰۴:۳۰:۳۵           | ۵۲         | حلقه‌ای | ۰٫۹۵۳۴ | 04 دقیقه و 14 ثانیه | ۵۷°۳۰′شمالی ۱۵۶°۲۴′شرقی / ۵۷٫۵°شمالی ۱۵۶٫۴°شرقی | ۲۲۷ کیلومتر (۱۴۱ مایل) |                 | [ ۱ ]    |
| ۷ نوامبر ۳۱۵   | ۱۸:۵۹:۰۶           | ۵۷         | مرکب   | ۱٫۰۱۶۸ | 01 دقیقه و 30 ثانیه | ۳۴°۴۲′جنوبی ۵۳°۵۴′غربی / ۳۴٫۷°جنوبی ۵۳٫۹°غربی   | ۶۱ کیلومتر (۳۸ مایل)   |                 | [ ۱ ]    |
| ۳ مه ۳۱۴       | ۰۹:۲۲:۲۹           | ۶۲         | مرکب   | ۱٫۰۰۰۲ | 00 دقیقه و 02 ثانیه | ۶°۳۶′شمالی ۹۸°۵۴′شرقی / ۶٫۶°شمالی ۹۸٫۹°شرقی     | ۱ کیلومتر (۰٫۶۲ مایل)  |                 | [ ۱ ]    |
| ۲۸ اکتبر ۳۱۴   | ۰۴:۴۹:۰۹           | ۶۷         | حلقه‌ای | ۰٫۹۶۳۰ | 04 دقیقه و 22 ثانیه | ۹°۳۰′شمالی ۱۶۹°۱۸′شرقی / ۹٫۵°شمالی ۱۶۹٫۳°شرقی   | ۱۴۴ کیلومتر (۸۹ مایل)  |                 | [ ۱ ]    |
| ۲۱ آوریل ۳۱۳   | ۲۱:۲۴:۴۸           | ۷۲         | Total  | ۱٫۰۴۳۸ | 03 دقیقه و 20 ثانیه | ۴۸°۳۶′جنوبی ۶۱°۳۶′غربی / ۴۸٫۶°جنوبی ۶۱٫۶°غربی   | ۳۰۶ کیلومتر (۱۹۰ مایل) |                 | [ ۱ ]    |
| ۱۶ اکتبر ۳۱۳   | ۰۷:۲۵:۳۱           | ۷۷         | جزئی   | ۰٫۷۸۴۸ | —                   | ۷۱°۳۰′شمالی ۱۶۸°۲۴′غربی / ۷۱٫۵°شمالی ۱۶۸٫۴°غربی | —                      |                 | [ ۱ ]    |
| ۱۳ مارس ۳۱۲    | ۰۶:۱۷:۳۹           | ۴۴         | Total  | ۱٫۰۴۷۶ | 02 دقیقه و 58 ثانیه | ۶۴°۵۴′شمالی ۱۰۳°۴۲′شرقی / ۶۴٫۹°شمالی ۱۰۳٫۷°شرقی | ۶۸۰ کیلومتر (۴۲۰ مایل) |                 | [ ۱ ]    |
| ۵ سپتامبر ۳۱۲  | ۱۴:۰۴:۱۲           | ۴۹         | جزئی   | ۰٫۶۵۶۹ | —                   | ۷۱°۱۸′جنوبی ۳۵°۱۸′غربی / ۷۱٫۳°جنوبی ۳۵٫۳°غربی   | —                      |                 | [ ۱ ]    |
| ۲ مارس ۳۱۱     | ۲۰:۳۷:۲۲           | ۵۴         | مرکب   | ۱٫۰۱۳۹ | 01 دقیقه و 26 ثانیه | ۶°۱۲′شمالی ۷۰°۵۴′غربی / ۶٫۲°شمالی ۷۰٫۹°غربی     | ۴۹ کیلومتر (۳۰ مایل)   |                 | [ ۱ ]    |
| ۲۵ اوت ۳۱۱     | ۲۱:۴۲:۱۰           | ۵۹         | مرکب   | ۱٫۰۱۲۴ | 01 دقیقه و 18 ثانیه | ۱۰°۱۲′جنوبی ۹۲°۰۶′غربی / ۱۰٫۲°جنوبی ۹۲٫۱°غربی   | ۴۷ کیلومتر (۲۹ مایل)   |                 | [ ۱ ]    |
| ۲۰ فوریه ۳۱۰   | ۰۴:۲۴:۴۰           | ۶۴         | حلقه‌ای | ۰٫۹۵۵۱ | 04 دقیقه و 34 ثانیه | ۴۰°۴۲′جنوبی ۱۷۳°۴۲′غربی / ۴۰٫۷°جنوبی ۱۷۳٫۷°غربی | ۱۸۶ کیلومتر (۱۱۶ مایل) |                 | [ ۱ ]    |
| ۱۵ اوت ۳۱۰     | ۱۱:۵۶:۴۹           | ۶۹         | Total  | ۱٫۰۶۰۹ | 05 دقیقه و 00 ثانیه | ۳۵°۳۰′شمالی ۶۵°۲۴′شرقی / ۳۵٫۵°شمالی ۶۵٫۴°شرقی   | ۲۱۲ کیلومتر (۱۳۲ مایل) |                 | [ ۱ ]    |
| ۹ فوریه ۳۰۹    | ۰۵:۲۳:۲۸           | ۷۴         | جزئی   | ۰٫۵۹۰۴ | —                   | ۶۹°۵۴′جنوبی ۵۴°۱۲′غربی / ۶۹٫۹°جنوبی ۵۴٫۲°غربی   | —                      |                 | [ ۱ ]    |
| ۵ ژوئیه ۳۰۹    | ۲۰:۵۷:۰۸           | ۴۱         | جزئی   | ۰٫۰۵۸۶ | —                   | ۶۶°۳۰′جنوبی ۷۱°۰۶′غربی / ۶۶٫۵°جنوبی ۷۱٫۱°غربی   | —                      |                 | [ ۱ ]    |
| ۴ اوت ۳۰۹      | ۰۴:۴۴:۵۶           | ۷۹         | جزئی   | ۰٫۹۲۰۱ | —                   | ۶۹°۰۶′شمالی ۳۸°۰۶′غربی / ۶۹٫۱°شمالی ۳۸٫۱°غربی   | —                      |                 | [ ۱ ]    |
| ۲۹ دسامبر ۳۰۹  | ۱۳:۲۹:۲۳           | ۴۶         | جزئی   | ۰٫۸۶۲۲ | —                   | ۶۶°۰۶′شمالی ۴۶°۵۴′شرقی / ۶۶٫۱°شمالی ۴۶٫۹°شرقی   | —                      |                 | [ ۱ ]    |
| ۲۵ ژوئن ۳۰۸    | ۰۹:۱۰:۱۵           | ۵۱         | حلقه‌ای | ۰٫۹۹۵۳ | 00 دقیقه و 30 ثانیه | ۲۹°۵۴′جنوبی ۱۰۶°۲۴′شرقی / ۲۹٫۹°جنوبی ۱۰۶٫۴°شرقی | ۲۸ کیلومتر (۱۷ مایل)   |                 | [ ۱ ]    |
| ۱۸ دسامبر ۳۰۸  | ۲۳:۰۸:۵۹           | ۵۶         | مرکب   | ۱٫۰۱۵۶ | 01 دقیقه و 38 ثانیه | ۵°۰۰′جنوبی ۱۰۵°۳۶′غربی / ۵٫۰°جنوبی ۱۰۵٫۶°غربی   | ۵۷ کیلومتر (۳۵ مایل)   |                 | [ ۱ ]    |
| ۱۴ ژوئن ۳۰۷    | ۱۴:۱۴:۰۶           | ۶۱         | حلقه‌ای | ۰٫۹۵۷۹ | 05 دقیقه و 14 ثانیه | ۲۰°۴۸′شمالی ۲۴°۱۲′شرقی / ۲۰٫۸°شمالی ۲۴٫۲°شرقی   | ۱۵۳ کیلومتر (۹۵ مایل)  |                 | [ ۱ ]    |
| ۸ دسامبر ۳۰۷   | ۱۳:۵۴:۱۹           | ۶۶         | Total  | ۱٫۰۴۵۲ | 03 دقیقه و 31 ثانیه | ۴۳°۰۰′جنوبی ۲۲°۴۲′شرقی / ۴۳٫۰°جنوبی ۲۲٫۷°شرقی   | ۱۶۱ کیلومتر (۱۰۰ مایل) |                 | [ ۱ ]    |
| ۳ ژوئن ۳۰۶     | ۱۴:۵۳:۰۰           | ۷۱         | حلقه‌ای | ۰٫۹۴۸۱ | 04 دقیقه و 17 ثانیه | ۶۴°۴۸′شمالی ۱۳°۳۰′غربی / ۶۴٫۸°شمالی ۱۳٫۵°غربی   | ۲۷۶ کیلومتر (۱۷۱ مایل) |                 | [ ۱ ]    |
| ۲۸ نوامبر ۳۰۶  | ۰۵:۱۴:۰۹           | ۷۶         | جزئی   | ۰٫۹۴۰۰ | —                   | ۶۳°۱۲′جنوبی ۱۹°۱۲′شرقی / ۶۳٫۲°جنوبی ۱۹٫۲°شرقی   | —                      |                 | [ ۱ ]    |
| ۲۳ آوریل ۳۰۵   | ۰۷:۳۷:۱۰           | ۴۳         | جزئی   | ۰٫۵۵۸۸ | —                   | ۶۱°۱۸′جنوبی ۱۶۷°۱۲′غربی / ۶۱٫۳°جنوبی ۱۶۷٫۲°غربی | —                      |                 | [ ۱ ]    |
| ۲۲ مه ۳۰۵      | ۱۸:۲۶:۳۸           | ۸۱         | جزئی   | ۰٫۱۸۰۴ | —                   | ۶۲°۴۸′شمالی ۱۷۳°۴۲′غربی / ۶۲٫۸°شمالی ۱۷۳٫۷°غربی | —                      |                 | [ ۱ ]    |
| ۱۸ اکتبر ۳۰۵   | ۰۰:۵۹:۴۴           | ۴۸         | جزئی   | ۰٫۷۷۶۴ | —                   | ۶۰°۵۴′شمالی ۶۴°۱۸′غربی / ۶۰٫۹°شمالی ۶۴٫۳°غربی   | —                      |                 | [ ۱ ]    |
| ۱۲ آوریل ۳۰۴   | ۲۱:۱۵:۰۹           | ۵۳         | Total  | ۱٫۰۶۱۳ | 05 دقیقه و 04 ثانیه | ۱۶°۱۲′جنوبی ۶۷°۲۴′غربی / ۱۶٫۲°جنوبی ۶۷٫۴°غربی   | ۲۲۲ کیلومتر (۱۳۸ مایل) |                 | [ ۱ ]    |
| ۷ اکتبر ۳۰۴    | ۰۲:۰۲:۱۷           | ۵۸         | حلقه‌ای | ۰٫۹۲۲۳ | 08 دقیقه و 49 ثانیه | ۱۸°۴۸′شمالی ۱۴۱°۲۴′غربی / ۱۸٫۸°شمالی ۱۴۱٫۴°غربی | ۳۲۱ کیلومتر (۱۹۹ مایل) |                 | [ ۱ ]    |
| ۲ آوریل ۳۰۳    | ۱۴:۰۸:۳۴           | ۶۳         | Total  | ۱٫۰۷۱۳ | 05 دقیقه و 37 ثانیه | ۱۷°۴۸′شمالی ۱۹°۰۰′شرقی / ۱۷٫۸°شمالی ۱۹٫۰°شرقی   | ۲۴۱ کیلومتر (۱۵۰ مایل) |                 | [ ۱ ]    |
| ۲۶ سپتامبر ۳۰۳ | ۰۱:۵۰:۵۷           | ۶۸         | حلقه‌ای | ۰٫۹۴۱۱ | 06 دقیقه و 26 ثانیه | ۱۲°۵۴′جنوبی ۱۵۸°۳۶′غربی / ۱۲٫۹°جنوبی ۱۵۸٫۶°غربی | ۲۲۵ کیلومتر (۱۴۰ مایل) |                 | [ ۱ ]    |
| ۲۳ مارس ۳۰۲    | ۰۵:۳۷:۱۳           | ۷۳         | جزئی   | ۰٫۹۱۹۶ | —                   | ۶۰°۴۸′شمالی ۶۸°۱۸′شرقی / ۶۰٫۸°شمالی ۶۸٫۳°شرقی   | —                      |                 | [ ۱ ]    |
| ۱۵ سپتامبر ۳۰۲ | ۰۷:۳۱:۴۳           | ۷۸         | حلقه‌ای | ۰٫۹۸۲۳ | 01 دقیقه و 16 ثانیه | ۵۵°۴۲′جنوبی ۶۹°۰۶′شرقی / ۵۵٫۷°جنوبی ۶۹٫۱°شرقی   | ۲۴۸ کیلومتر (۱۵۴ مایل) |                 | [ ۱ ]    |
| ۱۱ فوریه ۳۰۱   | ۰۰:۱۴:۲۴           | ۴۵         | حلقه‌ای | ۰٫۹۵۵۹ | —                   | ۶۱°۴۸′جنوبی ۱°۰۰′شرقی / ۶۱٫۸°جنوبی ۱٫۰°شرقی     | —                      |                 | [ ۱ ]    |
| ۵ اوت ۳۰۱      | ۱۱:۵۵:۰۶           | ۵۰         | Total  | ۱٫۰۵۶۲ | 02 دقیقه و 52 ثانیه | ۶۹°۵۴′شمالی ۱۵۹°۳۶′شرقی / ۶۹٫۹°شمالی ۱۵۹٫۶°شرقی | ۷۴۸ کیلومتر (۴۶۵ مایل) |                 | [ ۱ ]    |